# Schloss Hueth

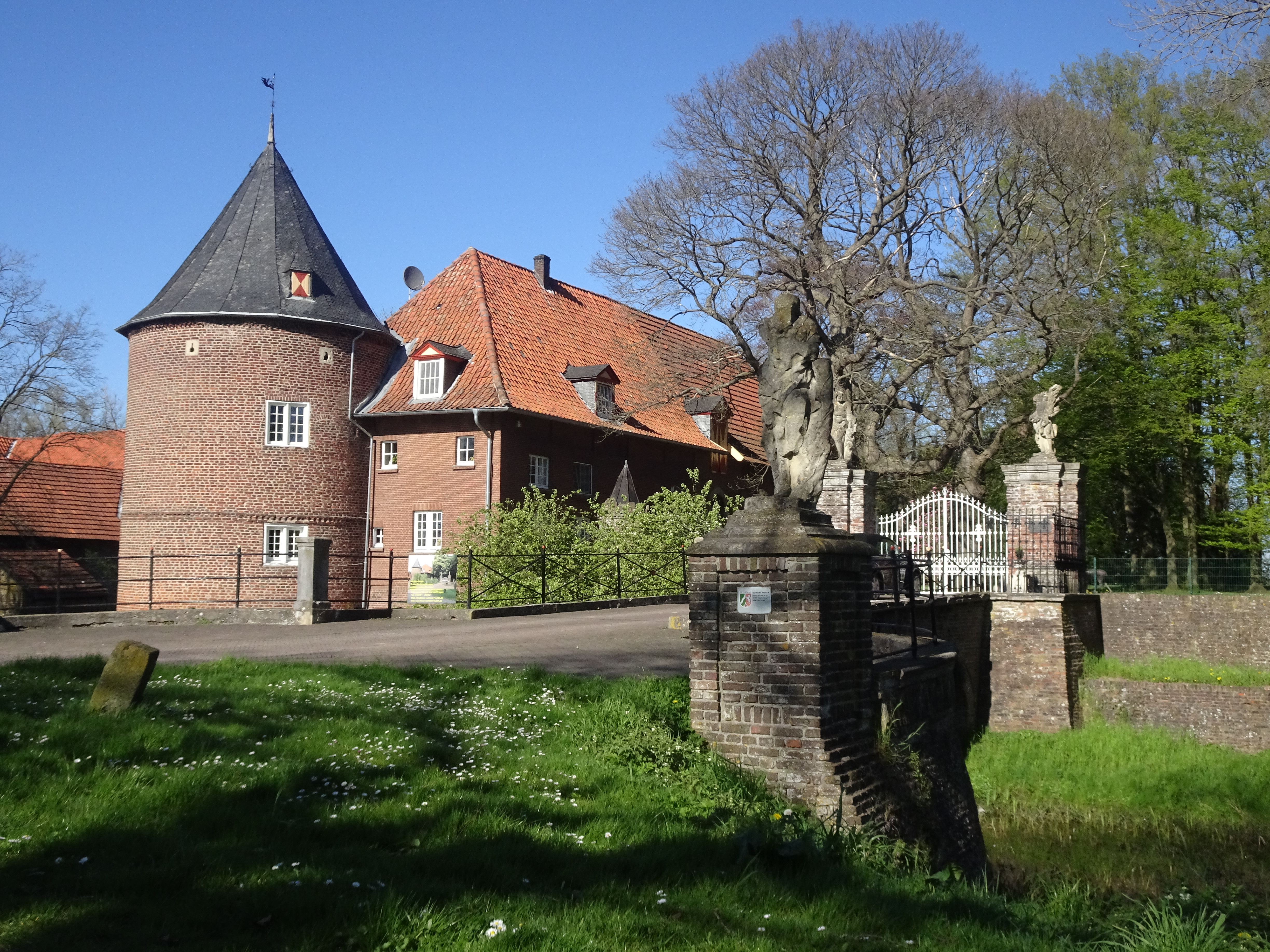
Schloss Hueth (Vorderansicht mit Brücke und Rundturm)

Schloss Hueth, gesprochen Hüth, möglicherweise früher auch unter dem Namen Bruckhuet bekannt, ist ein Wasserschloss etwa 1,5 Kilometer nördlich des Reeser Ortsteils Bienen im nordrhein-westfälischen Kreis Kleve.
Schon kurz nach der Errichtung im 14. Jahrhundert durch die Ritter von Hekeren (auch Heckeren) wurde die mittelalterliche Anlage ein Lehen Kurkölns. Ende des 14. oder zu Beginn des 15. Jahrhunderts kam die damalige Burg an die Familie von Wylich, in deren Besitz sie für mehr als drei Jahrhunderte verblieb. Im 17. Jahrhundert zu einem Schloss umgestaltet, wurde Hueth wegen finanzieller Probleme in der ersten Hälfte des 18. Jahrhunderts an Friedrich Wilhelm von Borcke verkauft. Seine Familie gestaltete das Herrenhaus der Anlage im Stil des Rokokos um. Durch Heirat und Erbschaft kam Schloss Hueth im 19. Jahrhundert an die Familie von Wittenhorst-Sonsfeld, die heute noch Eigentümerin ist. Da sie die seit dem Zweiten Weltkrieg mehrheitlich zerstörten Gebäude privat nutzt, ist die Anlage für die Öffentlichkeit nicht zugänglich. 

## Geschichte

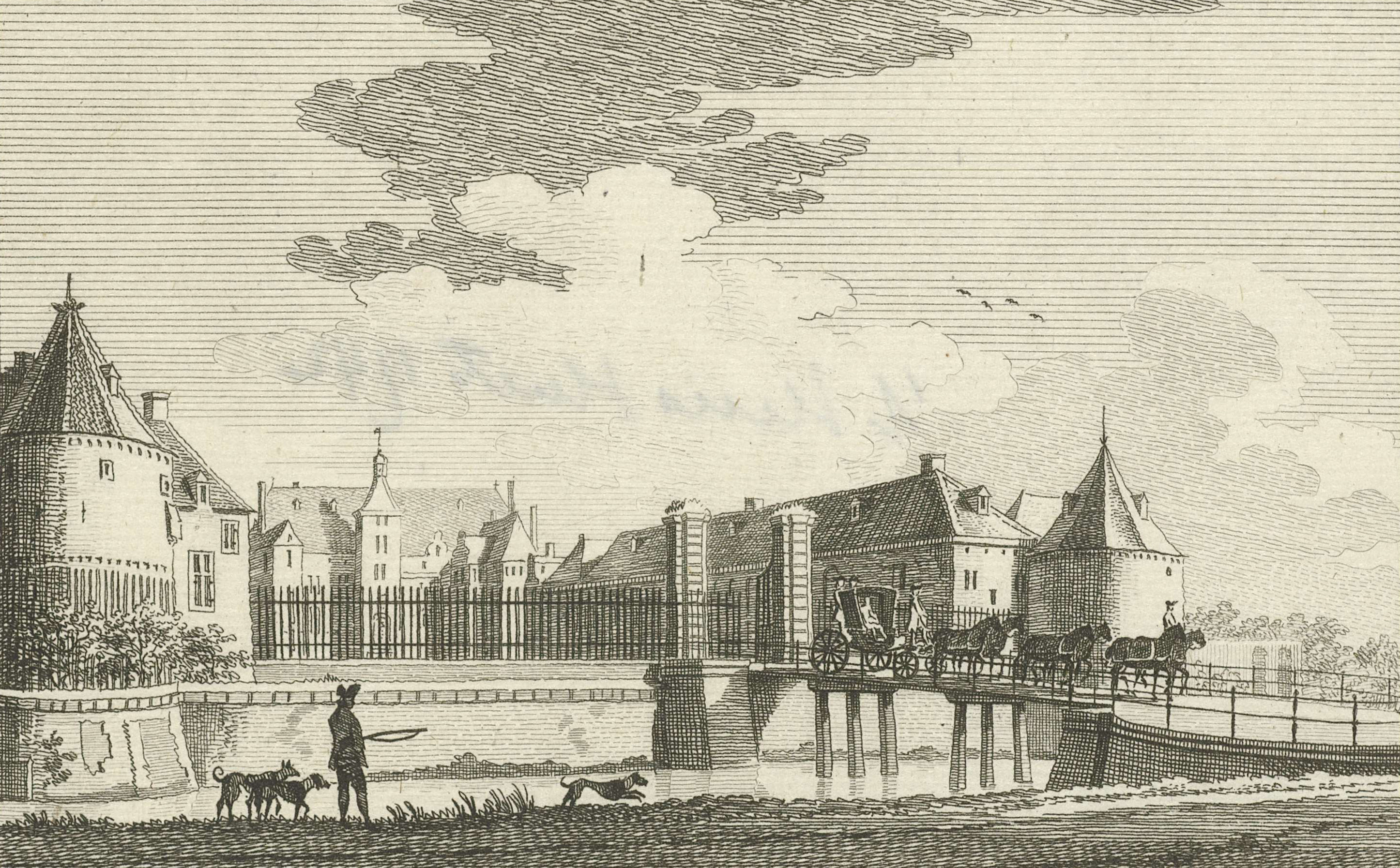
Schloss Hueth auf einem Stich von Paul van Liender nach einer Zeichnung von Jan de Beijer aus dem Jahr 1742

Am 24. Juni 1361 erklärte der Ritter Rutger von Hekeren, Johann, der Graf von Kleve, habe ihm erlaubt, im Huether Bruch eine Burg zu errichten. Die Anlage wurde der Nachfolgebau eines Rittersitzes, der etwa einen Kilometer nordöstlich der neuen Burgstelle gestanden hatte und im Jahr 1346 abgebrannt war. Drei Jahre später trug Rutger die neu erbaute Burg gemeinsam mit seiner Frau Odilia am 21. September 1364 ausgerechnet dem Kölner Erzbischof Engelbert III. und damit dem größten Konkurrenten der Klever Grafen im Kampf um die Macht in der Gegend um Bienen zu Lehen auf und machte es gleichzeitig zu einem Offenhaus des Erzstifts.
Am Ende des 14. oder zu Beginn des 15. Jahrhunderts kam die Anlage an Adolph von Wylich, dem Klever Amtmann in der Hetter seit 1394. Er vermachte die Burg Hueth im Februar 1428 seinem Sohn Godert. Die Familie von Wylich stellte in der Folgezeit fast ausnahmslos den Klever Amtmann in der Hetter, sodass ihre Burg offizieller Amtssitz wurde. 1608 wurde Johann Christoph von Wylich aufgrund der durch seinen Vater erworbenen Herrschaft Lottum an der Maas zum Freiherrn ernannt. Daran anschließend nannten sich die Mitglieder der Huether Wylichs „von Wylich-Lottum“.
Während des Achtzigjährigen Krieges plünderten spanische Truppen unter ihrem Kommandanten Francisco de Mendoza 1598 die Vorburg und steckten sie anschließend in Brand. Bei dem Feuer wurden ein Eckturm sowie alle Wirtschaftsgebäude zerstört. Die Kernburg hatten die Spanier indes nicht einnehmen können. In einem zeitgenössischen Bericht heißt es „Daß veste Hauß Huit deß von Willach herren zu Gronstein spoliert und waß an Schaffstellen, hoefen und anders dabei gelegen, abgebrandt“.
Ab 1614 gehörte das Herzogtum Kleve zu Brandenburg-Preußen. 1647 erhielt Johann Sigismund von Wylich zu Lottum Hueth samt dem Dorf Bienen und den umliegenden Bauerschaften zu Lehen. Seine Familie baute die Burg in der zweiten Hälfte des 17. Jahrhunderts zu einem repräsentativen Schloss um. Dabei wurde der Wassergraben, der Haupt- und Vorburg voneinander trennte, verfüllt und die Zugbrücke zur Vorburg durch eine feste Steinbrücke ersetzt. An die Stelle des niedergelegten Torhauses traten zwei die Brücke flankierende Pfeiler. Zudem wurde die Wehrmauer rechts und links des Zugangs abgerissen und durch ein schmiedeeisernes Gitter ersetzt. Im Vorburgareal ließen die Bauherren entlang der Ringmauer an der Nord- und Südseite langgestreckte Gebäudetrakte errichten und an deren Westenden mit Rundtürmen verbinden. Johann Sigismund folgte als Besitzer Hueths sein Sohn Philipp Karl, der 1701 in den Grafenstand erhoben wurde. Er war preußischer Generalfeldmarschall sowie Gouverneur der Festung Wesel und gründete 1712 die evangelisch-reformierte Kirchengemeinde Hueth, für die er im südlichen Vorburgflügel einen Betsaal einrichtete. Zur Hochzeit seines Sohnes Johann Christoph mit der Freiin Hermine Alexandrine von Wittenhorst-Sonsfeld am 26. Juli 1714 auf Schloss Hueth war auch der preußische König Friedrich Wilhelm I. anwesend.
Als die Besitzerfamilie 1736 hoch verschuldet war, verkaufte sie Schloss Hueth samt der dazugehörigen klevischen Unterherrschaft für 40.110 Reichstaler an den in preußischen Diensten stehenden Friedrich Wilhelm von Borcke. 1730 war er zum Präsidenten der Kriegs- und Domänenkammer in Minden und Kleve ernannt worden und war deshalb auf der Suche nach einem standesgemäßen Wohnsitz in der Gegend um Kleve. Seine Familie wurde 1790 in den Grafenstand erhoben und blieb bis 1872 Besitzerin der Schlossanlage. In der zweiten Hälfte des 18. Jahrhunderts ließen die von Borckes das Herrenhaus von Hueth im Stil des Rokokos umgestalten. Dabei wurde der bis dahin existierenden Treppenturm in der Mittelachse des Gebäudes abgerissen und sämtliche gotischen Giebel entfernt.

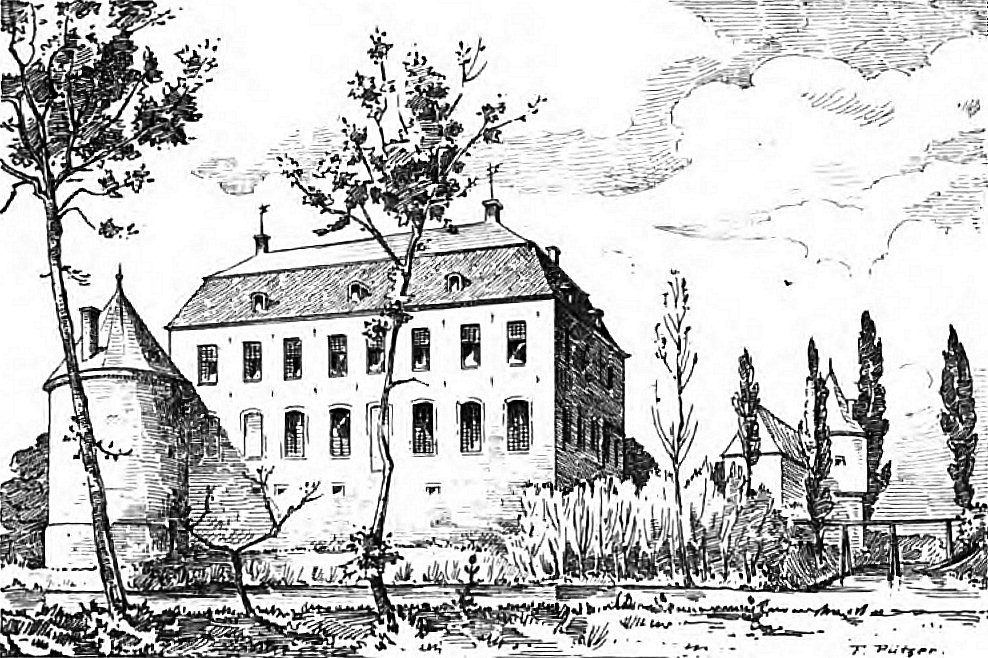
Stich des Herrenhauses samt Archivturm nach einer Zeichnung von Friedrich Pützer, ca. 1892

Friedrich Wilhelms Enkel, Friedrich Heinrich, richtete im Schloss eine Sternwarte und ein Naturalienkabinett ein. Er war ein enger Freund des Feldmarschalls Blücher, der eines Morgens nach einem langen Zechgelage mit seinem Pferd die Treppe zum ersten Stock hinaufgeritten sein soll, um seinen Freund zu wecken. Doch die Familie von Borcke erlebte einen allmählichen wirtschaftlichen Niedergang, und Hueth wurde 1846 aus den Matrikeln der landtagsfähigen Rittergütern gestrichen. Als Friedrich Heinrichs Sohn 1872 ohne Nachkommen starb, erbte seine Schwester Bernhardine das Schloss. Durch ihre Heirat mit einem Mitglied der Familie von Wittenhorst-Sonsfeld kam es nach ihrem Tod in der zweiten Hälfte des 19. Jahrhunderts an die Familie ihres Mannes. Diese ließ im 19. und zu Beginn des 20. Jahrhunderts die Schlossbrücken erneuern und nördlich der Schlossinsel einen modernen Wirtschaftshof errichten. Vor 1945 fanden umfangreiche Sanierungsarbeiten an den Gebäuden statt, denn die Stadt Oberhausen plante, im Schloss ein Erholungsheim einzurichten.
Im Zweiten Weltkrieg wurde die Schlossanlage befestigt und sollte vom Volkssturm verteidigt werden, doch bei den schweren Kämpfen um den Rheinübergang der Alliierten am 26. und 27. März 1945 wurde sie von zahlreichen Bomben und Granaten getroffen, die den südlichen Teil der Vorburg und das Haupthaus zerstörten. Das ausgebrannte Herrenhaus wurde schließlich um 1960 abgetragen, lediglich ein Wehrturm blieb als dachlose Ruine erhalten.
Die Anlage ist bis heute Eigentum der Familie von Wittenhorst-Sonsfeld, die sie immer noch bewirtschaftet. Sie ließ den unversehrten Nordflügel der Vorburg instand setzen und zu Wohnzwecken für sich umbauen. Wegen der privaten Nutzung ist das Schloss nicht zu besichtigen.

## Beschreibung

Lageplan der Schlossanlage

Die heute noch erhaltenen Bausubstanz von Schloss Hueth steht auf einer etwa 50 × 100 Meter messenden, wasserumwehrten Schlossinsel, deren Areal im Vergleich zur Umgebung leicht erhöht und von einer Böschungsmauer eingefasst ist. Die Anlage war vor der Zerstörung des Haupthauses im Zweiten Weltkrieg eine zweiteilige Anlage, die aus einem dreiflügeligen Herrenhaus und einer westlich vorgelagerten Vorburg bestand, deren Areal etwa doppelt so groß wie das des Haupthauses war. Die beiden Areale waren früher durch einen Wassergaben voneinander getrennt, der heutzutage zwar verfüllt, jedoch immer noch als schwache Bodensenke zu erkennen ist. Schloss Hueth wies damit große Ähnlichkeit mit Haus Winnenthal in Xanten auf, das für mehr als 150 Jahre ebenfalls im Besitz der Familie von Wylich gewesen ist. 

### Vorburg
Die Vorburg Hueths bestand früher aus zwei sich gegenüberliegenden Gebäudeflügeln aus Backstein, die sich an die Innenseite der nördlichen und südlichen Ringmauer mit Wehrgang und Schießscharten anlehnten. An ihren westlichen Enden standen runde Ecktürme aus dem 16. Jahrhundert, die ein Kegeldach besaßen. Die östlichen Hälften der beiden Flügel wurden im Laufe der Zeit abgebrochen. Der Südtrakt war späteren Datums als der nördliche Teil und zudem etwas höher. Er grenzte im Osten an den südlichen Herrenhausflügel, ehe sein östlicher Teil abgerissen wurde. Übrig sind davon noch zwei Kellerräume mit Tonnengewölben. Die westliche Hälfte des Südflügels besaß im Erdgeschoss eine Mauerstärke von 1,5 Metern und war von drei Kreuzgewölben überspannt. Im Obergeschoss befand sich der noch 1891 umgebaute sogenannte Königssaal. Von der westlichen Hälfte des südlichen Vorburgflügels stehen heute nur noch die Außenmauern.
Der westliche etwa 30 × 9 Meter messende Teil des Nordflügels ist hingegen noch vollständig erhalten. Seine zwei Geschosse sind an der grabenseitigen Außenmauer durch einen Backsteinfries voneinander abgegrenzt. Ein solcher fand sich einst auch an dem nicht mehr erhaltenen Herrenhaus. Vermauerte Schießscharten zeugen von seiner einstigen Wehrhaftigkeit. Die Mauern seines runden Eckturms, der in seinem Inneren ein Kuppelgewölbe besitzt, sind 1,6 Meter dick. Ehe der Flügel nach dem Zweiten Weltkrieg zu Wohnzwecken umgestaltet wurde, beherbergte er Stallungen und eine Remise.
Eine dreibogige Steinbrücke führt von Westen über den Schlossgraben zu einem schmiedeeisernen Gittertor, das von zwei Backsteinpfeilern mit der Jahreszahl 1687 flankiert wird. Auf diesen stehen auf profilierten Natursteinplatten lebensgroße Sandsteinfiguren. Sie gehören zu einer Gruppen von vier Statuen, welche die vier Jahreszeiten darstellen. Die übrigen zwei Figuren stehen auf gemauerten Postamenten vor der Zugangsbrücke. 

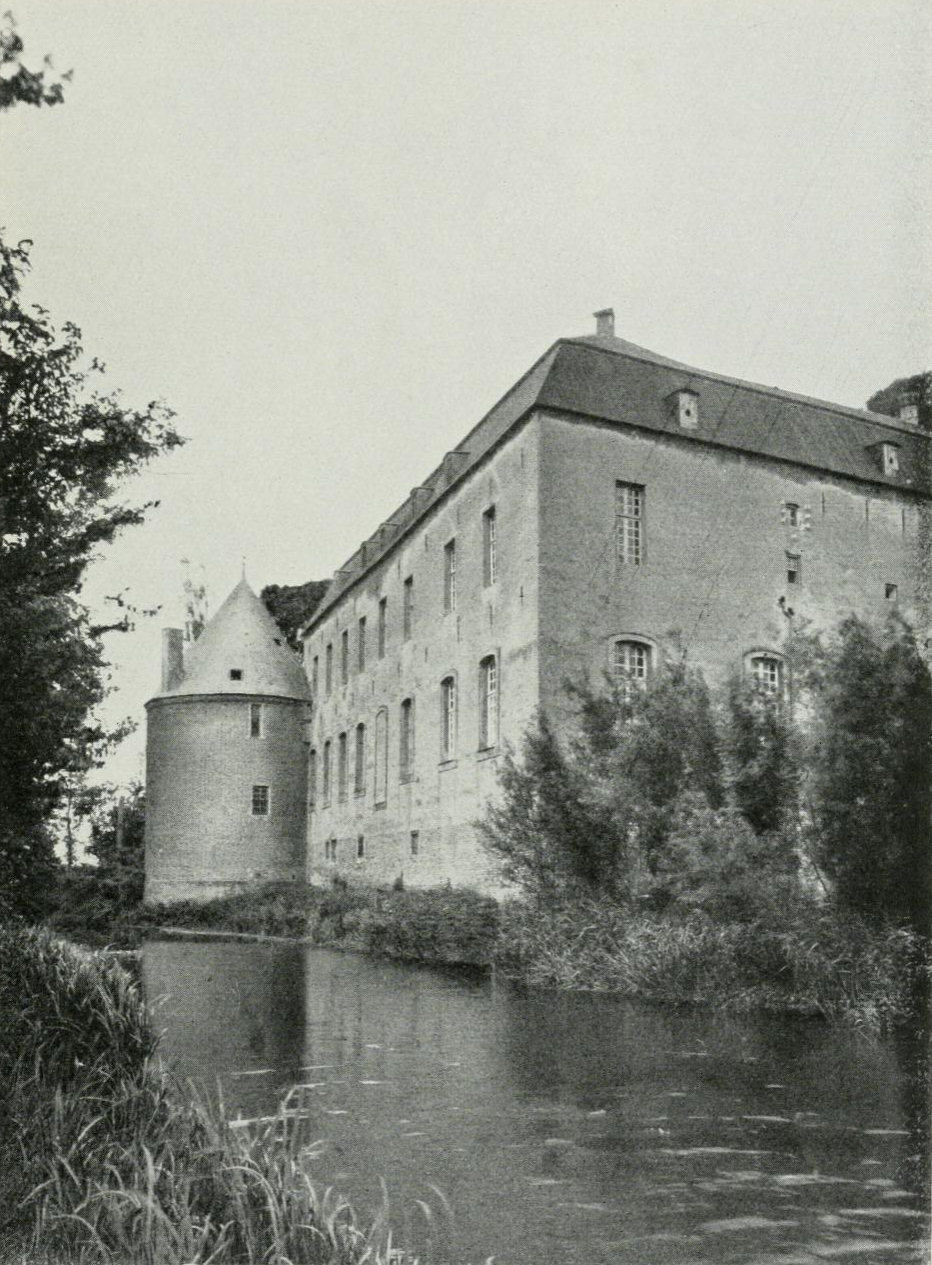
Das Herrenhaus des Schlosses von Norden in den 1920er Jahren

### Haupthaus
Das dreiflügelige Haupthaus stammte im Kern aus dem 14. Jahrhundert und stand im östlichen Bereich der Schlossinsel. Seine älteste Bausubstanz fand sich im mittleren und im südlichen Trakt des Gebäudes. Nach einer Umgestaltung zur Zeit des Barocks präsentierte es sich als zweigeschossiger Bau mit Mansarddach, dessen Langseiten durch Fenster in acht Achsen unterteilt war. Auf der zur Vorburg gewandten Seite waren die drei mittleren Achsen der Fassade durch einen Dreiecksgiebel bekrönt. Unter der Familie Borcke war es im Inneren reich ausgestattet. Unter anderem beherbergte es eine 1000 Bücher umfassende Bibliothek, rund 70 Ölgemälde und eine wertvolle Sammlung von 54 Figuren aus Meißner Porzellan.
An der Ostecke besaß das Herrenhaus einen mächtigen Rundturm aus dem 14. Jahrhundert. Von ihm ist heute nur noch eine Ruine erhalten. Der sogenannte Archivturm mit seinen drei Geschossen hatte 2,5 Meter dicke Mauern und war von einem Kegeldach abgeschlossen. Er konnte über einen erst später eingebauten ebenerdigen Zugang betreten werden. Im Inneren besaß er ein sechsseitiges Kuppelgewölbe mit polygonalen Konsolen. Das Verlies im Untergeschoss war von einem flachen Kuppelgewölbe abgeschlossen. In der Mauerstärke führte eine Wendeltreppe in die beiden oberen Stockwerke, in denen ein Kamin sowie eine Abortnische davon zeugten, dass sie einst zu Wohnzwecken dienten.